# Университет Панамы
Университет Панамы (исп. Universidad de Panamá, UP) — старейший государственный университет Панамы.
Университет заключил несколько соглашений о совместных исследованиях и обмене персоналом с различными правительственными агентствами. Некоторые профессора ведут преподавательскую деятельность в кампусах по всему миру. Университет представляет свою страну в различных международных организациях, таких как Всемирный экономический форум и Международный совет по науке.

## История
29 мая 1935 года президент страны доктор Армодио Ариас Мадрид подписал декрет о создании национального университета, однако его днем рождения считается 7 октября того же года, когда университет начал свою деятельность. Позднее, во время правления президента Энрике Адольфо Хименеса правительство Панамы приобрело 60 гектар земли для строительства главного кампуса в столице страны, которое началось в январе 1948 года. Занятия в новых зданиях начались 29 мая 1950 года, а официальное открытие кампуса состоялось 1 ноября 1953 года и было приурочено к пятидесятилетию независимости Панамы.
В конце 1979 года открылся первый региональный центр (местный кампус) в провинции Колон. В последующие десятилетия аналогичные филиалы начали действовать в провинциях Верагуас, Чирики, Кокле, Западная Панама, Бокас-дель-Торо, Дарьен и столичном округе.

## Галерея

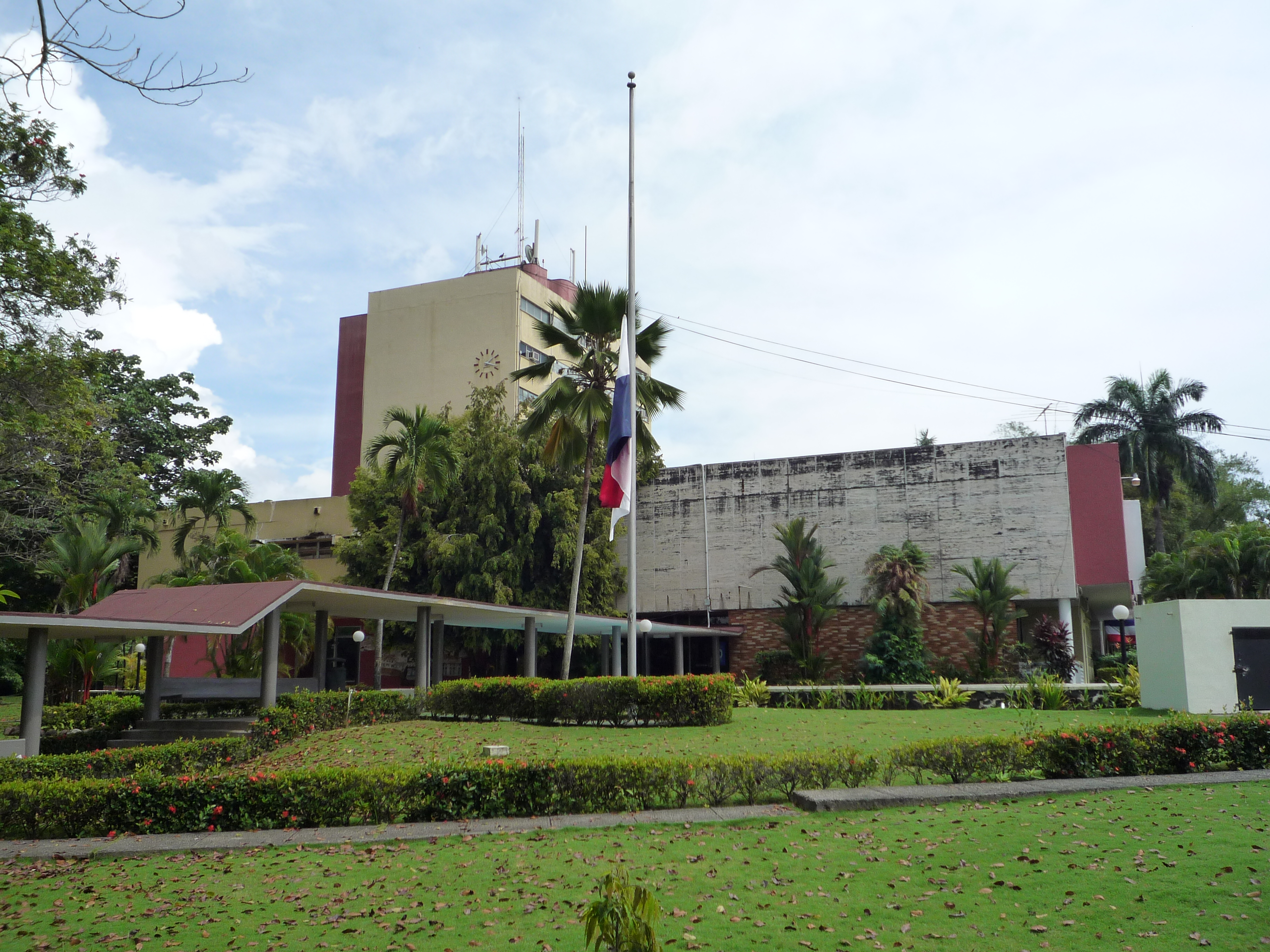
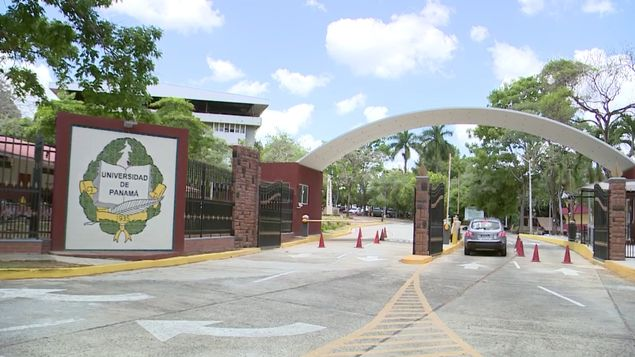
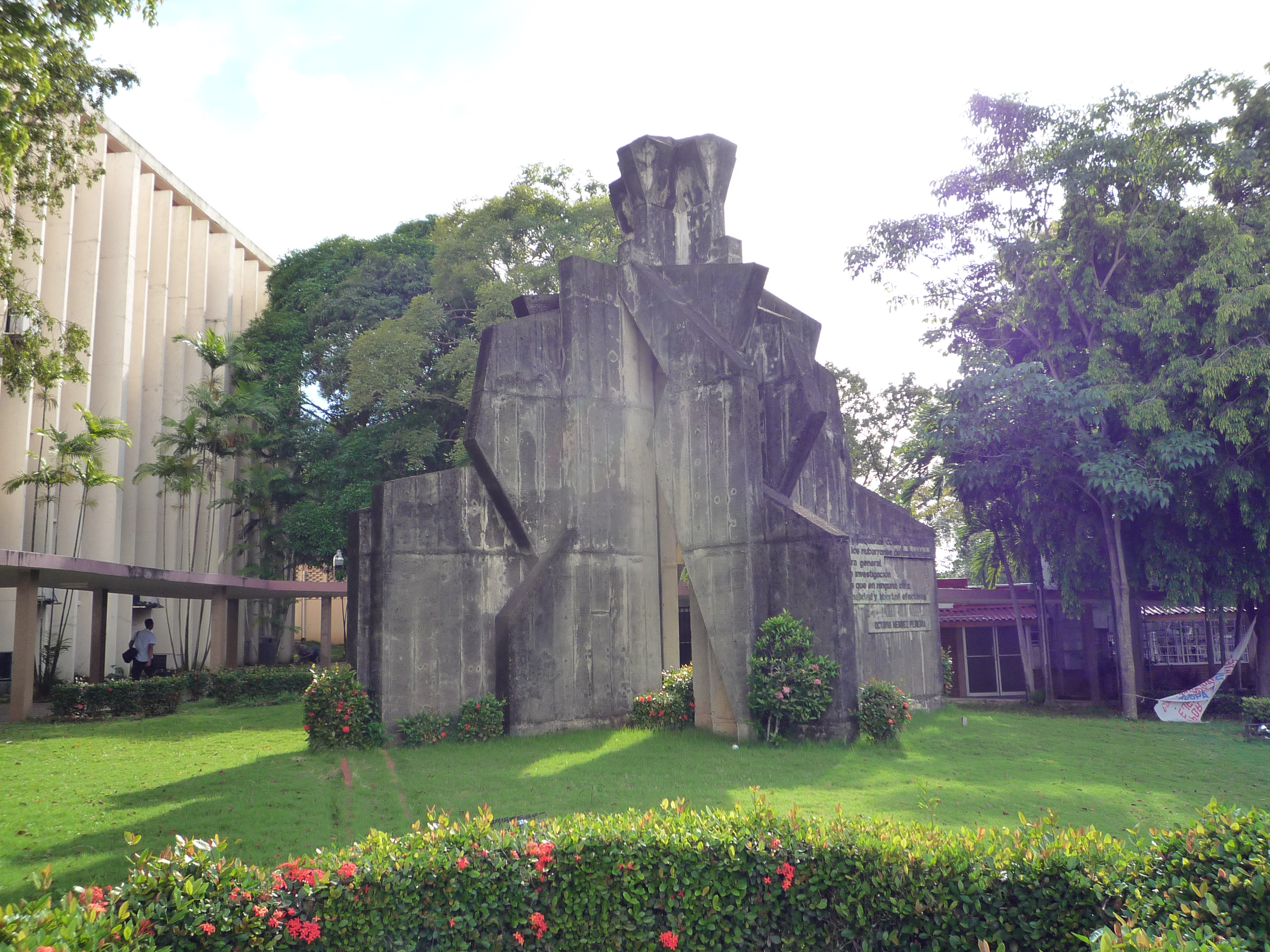

## Факультеты
- Государственное управление
- Деловое администрирование
- Архитектура
- Изобразительное искусство
- Сельскохозяйственные науки
- Образование
- Естественные науки и Технологии
- Медиа
- Право и Политология
- Экономика
- Сестринское дело
- Фармацевтика
- Гуманитарные науки
- Информатика, Электроника и Связь
- Медицина
- Ветеринарная медицина
- Стоматология
- Психология
- Графический дизайн